# Geomysaprinus floridae
Geomysaprinus floridae är en skalbaggsart som först beskrevs av Horn 1873.  Geomysaprinus floridae ingår i släktet Geomysaprinus och familjen stumpbaggar. Inga underarter finns listade i Catalogue of Life.